# Prince of Persia (videójáték, 1989)
A Prince of Persia (gyakran a POP vagy PoP rövidítést használják) egy platformjáték, amit Jordan Mechner alkotott és 1989-ben jelent meg először Apple II gépre és mérföldkő volt a videójátékokban található animáció minőségének tekintetében.
A játék jelentős sikereket ért el, 2 milliónál is több példány kelt el belőle (ez az akkori viszonyok közt hatalmas teljesítmények számított) és szinte az összes jelentősebb platformra megjelent, a játéknak később pedig számos folytatása készült el, ezzel lefektetve a Prince of Persia sorozat alapjait.
A játékosok körében annak ellenére tett szert nagy népszerűségre, hogy első látásra kissé repetitívnek tűnt. Ezt elkerülendő megjelentek a különféle logikai feladványok és csapdák, amik a Herceg útja során felbukkanva nehezítették küldetése teljesítését, mindezek pedig életszerű, folyamatos mozgással jelentek meg a képernyőn. A játék hatása tagadhatatlan a műfajban, amik átvették a fix pályafelépítést (ellenben például a Mario oldalra haladó pályatervezésével), az irányítását és a folyamatos animációkat.

## Történet
A játék Perzsiában játszódik. Amikor a szultán külföldi hadjáratra indul, tanácsosa (vizier) magához ragadja a hatalmat. Jaffarnak a trón megszerzésében csak a szultán lánya jelent akadályt, akit a tornyába zárat és megfenyegeti, ha nem lesz a felesége, akkor kivégezteti. A főhős egy rejtélyes utazó (akinek neve nem ismert), a hercegnő szerelme, ezért Jaffar parancsára a katakombákba vetik. A játékosnak innentől 1 óra áll a rendelkezésére, hogy kiszabaduljon, legyőzze Jaffart és eljusson a hercegnőhöz.
Jaffar karakterét feltehetően egy valós személy, Ja’far ibn Yahya ihlette, akit lefejeztettek a hercegnővel folytatott állítólagos viszonya miatt. (A család akkoriban jelentős hatalom birtokában volt, így a halála mögött a politikai okok sem kizártak.)

## Játékmenet
A cselekmény valós időben játszódik, így a játékosnak szünet nélkül kellett teljesítenie a játékot azokon a platformok, ahol nem volt mentési pont a pályák elején. Amennyiben a játékos meghal, akkor az előző mentési ponttól folytathatja (általában az adott pálya elejétől). A játékot csak akkor kell teljesen újrakezdenie, ha kifut a rendelkezésre álló 60 percből. A játékban adott számú életereje van a Hercegnek, a kisebb esések, leeső kövek, kék üvegcsék és az ellenfél kardcsapása eggyel csökkenti az életerejét, míg a csapdák, nagyobb esések, vagy ha kardja előrántása előtt az ellenfele lesújt, akkor az összes életereje elfogy. A maximális életerő a nagyobb piros üvegcsék megtalálásával növelhető (rejtett vagy nehezen megszerezhető helyeken), míg a kisebbek egy életerőt töltenek vissza. A zöld a Herceget pille könnyűvé varázsolja (nem sérül, ha lezuhan), de létezik olyan változat is, ami a feje tetejére állítja a képernyőt.
A negyedik pályán egy varázstükör szétválasztja lelkét, a sötét tükörképét pedig az utolsó tizenkettedik pályán úgy győzheti le, ha elteszi kardját és újra egyesülnek, mert ha megöli, akkor ő is meghal. A legvégén Jaffarral is meg kell küzdeni.

## Fejlesztés
Mechner egy rotoscoping-nak nevezett eljárást használt és filmre vette, ahogy öccse, David fehér ruhában különféle mozgásokat hajt végre, majd ezeket a játékba is átültette. A másik érdekessége a játéknak maga a harc volt, ugyanis a korabeli játékokban szinte csak lőfegyvereket lehetett használni, míg a itt a Hercegnek karddal kellett az ellenfelekkel megküzdenie. Saját bevallása szerint Az elveszett frigyláda fosztogatói (főleg az első 10 perce, a csapdák és az akrobatikus mozgás kialakításában) volt a fő inspiráció a játék megalkotásánál.

## Változatok
A Prince of Persia eredetileg Apple II-re jelent meg 1989-ben majd egy évre rá az Amiga, Amstrad CPC, Atari ST és IBM PC (DOS), 91-ben pedig a Sharp X68000 és TurboGrafx-CD (japán) változatok is elkészültek. 1992-ben az otthoni konzolok folyamatos térnyerésének köszönhetően Sega Master, Sega CD, TurboGrafx-CD (USA), NES, Game Boy jelentek meg, illetve Macintosh és SNES verziók egy kicsit jobb grafikai megjelenítéssel. (Az SNES változat néhány új pályát is tartalmazott.) A Sega Mega Drive 1993-ban, Game Boy Color 1999-ben kapta meg a maga Prince of Persia átiratát, mobiltelefonra pedig a 2000-es évek elején érkezett meg a Java változat.
A Prince of Persia: The Sands of Time néhány változata tartalmazta a játékot vagy annak a legelső pályáját, felújítva. A Prince of Persia: The Forgotten Sands Wii változata pedig a játék Apple II verzióját tartalmazta.
A TurboGrafx-CD és Sega CD változatok a formátumuknak köszönhetően animált átvezető jeleneteket tartalmaztak szinkronnal és zenei résszel és a grafikájuk is szebb, tekintve, hogy a Macintosh verzió alapján készült.
A Sega Mega Drive változat is jobb grafikával és háttérzenével büszkélkedhet, ráadásul 4 új pályát és új üvegcséket is tartalmazott. (Megállították az időt vagy megnövelték a játék teljesítéséhez rendelkezésre álló időt.)
Az SNES változat az audiovizuális részen kívül még abban is különleges volt, hogy az eredeti 13 pálya módosult több lehetőséggel, valamint 7 új pályát is tartalmazott. A főellenségek legyőzésénél a kardpárbaj mellett szerepet kapott a támadások elkerülése. A többi változattal ellentétben itt a játékos 2 órát kapott, hogy megmentse a hercegnőt. A játék elején látható, ahogy a főhős a hercegnőnek udvarol, majd Jaffar parancsára börtönbe vetik és megkínozzák. (A kínzás csak a japán változatban látható, a többiből egyszerűen kivágták.)

## Feldolgozások és modok
2007-ben Prince of Persia Classic néven megjelent egy feldolgozás a Gamelofttól.  Xbox Live Arcade rendszerére június 13-án jelent meg, a Playstation Network változatra 2008. október 23-áig kellett várni. A pályatervezés és a történet nem változott, a karakter mozgása folyamatosabbá vált, és renderelt 3D-s grafikát kapott, a megjelenésén pedig a Sands of Time művészi hatása egyértelműen megállapítható. A játékmenet változott kissé a kardpárbajok megváltoztatásának köszönhetően és bekerült például a falról elrugaszkodás is. A történeti rész mellé új játékmódok is kerültek, például a Time Attack vagy a Survival.
A rajongók elkezdték feltérképezni a játékot, ami több pályaszerkesztő elkészülését eredményezte. Számos elkészített pálya vált elérhetővé.